# Músculo esfíncter interno da uretra
O músculo esfíncter interno da uretra é um músculo circular que envolve a uretra em sua porção inicial, próximo a bexiga urinária. Formado por músculo liso, não possui controle voluntário, sua contração garante o armazenamento de urina até que um estímulo adequado promova o esvaziamento consciente da bexiga.